# 中山町立図書館 ほんわ館
中山町立図書館 ほんわ館（なかやまちょうりつとしょかん ほんわかん）は、山形県東村山郡中山町にある公共図書館である。

## 概要
中山町町民プールの室内温水プールであった建物をリフォームし、2012年4月30日に開館。おしゃべりのできる図書館をコンバージョンされて作られる等、従来の図書館とは違った作りが多数見られる。
元々建物は室内プールだったということもあり、かつて存在した流水プールの曲面やスロープが現在の「児童図書コーナー」にそのまま利用されていたり、ウォータースライダーの出発点だった空間が「空中図書コーナー」になる等のリフォームが見られる。第24回BELCA賞ベストリフォーム部門で表彰を受けている。
愛称のほんわ館には「本を囲んで和ができてほしい」、「図書館を中心として人々のつながりの輪が広がってほしい」、「ほんわかと温かい気持ちになってほしい」という願いが込められている。

## 施設概要
- 建物構造：鉄筋コンクリート造 2階建
- 竣工：2012年3月

施設案内
- 1F
  - 一般書コーナー
  - 児童書コーナー
  - 新聞・雑誌コーナー
  - 読み聞かせコーナー
  - DVD視聴・インターネットコーナー
  - 郷土資料コーナー
  - 閲覧コーナー
  - 静読室
  - 窓際カウンター
  - 座敷コーナー
  - 飲食談話コーナー
  - エントランス ギャラリー
  - 多目的室
- 2F
  - 空中図書コーナー
  - 研修室
  - 学習室

## サービス
住まいの住所に関係なく、誰でも利用者カードを作ることができる。貸出点数とその日数は、図書資料が5冊・2週間、視聴覚資料が2ケース・1週間と定められている。

### 開館時間と休館日
- 開館時間

午前10時 - 午後7時
- 休館日
  - 月曜日（ただし祝日にあたるときは翌日以降の休日でない最初の日）
  - 年末年始
  - 特別整理日

## 立地
JR左沢線羽前長崎駅から徒歩約5分。